# مسجد المالك الجوكندار
يقع مسجد المالك الجوكندار بالقرب من مسجد الحسين وجامع الأزهر في المنطقة التاريخية بالقاهرة. تأسس المسجد في عصر المماليك البحرية في العهد الثالث للسلطانالناصر محمد بن قلاوون، ويعتبر المسجد من أقل المساجد ذكرًا وتوثيقًا من قبل الباحثين والمؤرخين المعاصرين.

## المؤسس
كان المالك الجوكندار أميرًا مملوكيًا قويًا وثريًا في العهد الثالث للسلطان الناصر محمد بن قلاوون، ومابعده. مات وهو المالك الجوكندار مسجونًا بالإسكندرية عام 747 هـ (1346 م ) في عهد السلطان الكامل سيف الدين شعبان. وعرّف القلقشندي لقب الجوكندار في صبح الأعشى أنه لقب يطلق على الشخص الذي يحمل الجوكان (الصولجان، وهو المحجن الذي تضرب به الكرة).

## المدرسة
وبحسب المقريزي، فقد أسس المالك الجوكندار عام 758 هـ (1357م) المسجد ليكون مدرسة مدرسة إسلامية على مذهب الشافعية للقانون، ويضم المسجد إلى جنباته أيضًا مكتبة.

## النقش
يوجد على المدخل الرئيسي للمبنى نقش يحيط بجانبي المدخل، وإن كان في حالة سيئة::
 شيد بسم الله الرحمن الرحيم، هذا المسجد (العبد المتواضع في حاجة الله العلي مالك الجوكندار، والي السلطان الناصر محمد بن قلاوون، طالبًا العفو من الله تعالى ومغفرته سنة 719 من هجرة النبي صلى الله عليه وسلم.
وكما يوضح النقش، فإن مؤسس المسجد هو المالك الجوكندار في العهد الثالث للسلطان الناصر محمد بن قلاوون.